# Championnats d'Afrique de judo 1992
Navigation
Édition précédente Édition suivante
Les championnats d'Afrique de judo 1992 se déroulent du 6 au 8 novembre 1992 à Port-Louis, dans l'Île Maurice. 
Quinze pays participent à la compétition. L'Égypte et le Maroc sont les absents notables.

## Participants
- Algérie (10)[2]
  - Messieurs : Meziane Dahmani (moins de 71 kg), Mohamed Bouhadou (moins de 65 kg), Redouane Laazizi (moins de 78 kg), Noureddine Yagoubi (moins de 60 kg), Mohamed Araar (moins de 86 kg) et Ferhat Challal (moins de 95 kg) .
  - Dames : Salima Souakri (moins de 48 kg), Nadia Khadem (moins de 52 kg) , Fatiha Douba (56 kg) et Samira Azizi (moins de 61 kg) .

## Médaillés
- Salima Souakri (Algérie) est médaillée d'or dans la catégorie des moins de 48 kg[3].
- Nadia Khadem (Algérie) est médaillée d'or dans la catégorie des moins de 52 kg[3].
- Meziane Dahmani (Algérie) est médaillé d'or dans la catégorie des moins de 86 kg[3].
- Mohamed Araar (Algérie) est médaillé d'or dans la catégorie des moins de 71 kg[3].
- Ferhat Challal (Algérie) est médaillé d'or dans la catégorie des moins de 95 kg et médaillé d'argent open (toutes catégories)[3].
- Fatiha Douba (Algérie) est médaillée d'argent dans la catégorie des moins de 56 kg[3].
- Redouane Laazizi (Algérie) est médaillé d'argent dans la catégorie des moins de 78 kg[3].
- Mohamed Bouhadou (Algérie) est médaillé de bronze dans la catégorie des moins de 65 kg[3].
- Noureddine Yagoubi (Algérie) est médaillé de bronze dans la catégorie des moins de 60 kg[3].
- Mimose Géry-Goodorally (Maurice) est médaillée d'argent dans la catégorie des moins de 52 kg[4].

## Tableau des médailles
- Nation organisatrice

| Rang  | Nation         | Or | Argent | Bronze | Total |
| ----- | -------------- | -- | ------ | ------ | ----- |
| 1     | Algérie        | 5  | 3      | 2      | 10    |
| 2     | Sénégal        | 3  | 1      | 4      | 8     |
| 3     | Afrique du Sud | 2  | 3      | 5      | 10    |
| 4     | Tunisie        | 2  | 3      | 5      | 10    |
| 5     | Nigeria        | 2  | 2      | 6      | 10    |
| 6     | Maurice        | 1  | 2      | 3      | 6     |
| 7     | Gabon          | 1  | 0      | 1      | 2     |
| 8     | Côte d'Ivoire  | 0  | 1      | 2      | 3     |
| 9     | Zimbabwe       | 0  | 1      | 1      | 2     |
| 10    | Madagascar     | 0  | 0      | 3      | 3     |
| Total | Total          | 16 | 16     | 32     | 64    |

## Sources
- El Salem du lundi 9 novembre 1992, page 10
- Al Khabar du mardi 10 novembre 1992, page 13